# Illa Sargantana
L'Illa de sa Sargantana és un petit illot situat al mig del port de Fornells. Té una extensió de 2,5 ha i una cota màxima de 14,5 metres.
A l'illot es troba una casa amb un embarcador i unes restes d'un castell i torre de defensa del segle xviii.
Destaca la presència de la sargantana endèmica Podarcis lilfordi sargantanae la qual dona nom a l'illot.